# Anacroneuria pellucida
Anacroneuria pellucida är en bäcksländeart som beskrevs av František Klapálek 1922. Anacroneuria pellucida ingår i släktet Anacroneuria och familjen jättebäcksländor. Inga underarter finns listade i Catalogue of Life.